# Saison 1988-1989 du Boucau Tarnos stade
 (août 2010).
Cette page présente la saison 1988-1989 du Boucau Tarnos stade en championnat de France de rugby à XV de 1re division groupe A.

## Transferts
| Joueur           | Poste                      | Destination                    |
| Jacques Fanen    | demi d'ouverture ou centre | AS Bayonne                     |
| Frédéric Crouzat | demi d'ouverture ou centre | RRC Nice                       |
| Bruno Bassoues   | demi d'ouverture           | retour à St Martin de Seignanx |

| Joueur           | Poste            | Destination        |
| Alain Arozarena  | demi d'ouverture | Biarritz olympique |
| Thierry Séguret  | arrière          | Biarritz olympique |
| Doumengine       | centre           | Biarritz olympique |
| Lamarque         | ailier           | Aviron bayonnais   |
| Hervé Filatriau  | 3e ligne         | AS Bayonne         |
| Loupien          | demi d'ouverture | Aviron bayonnais   |
| Alain Mendiboure | demi de mêlée    | Aviron bayonnais   |
| Despouy          | 2e ligne         | Cambo              |

## Récit de la saison
Échaudé par la saison précédente et fortement encouragé par son entourage à changer de philosophie, le Président Lassalle décide de recruter des joueurs clés afin de ne pas revivre une saison comme celle qui vient de se terminer.
Additionné à la présence de Yanci, Gaye, et Sallaberry (ces 2 derniers ayant été Champion de France cadets avec le BS en 1972) mais aussi de tous les joueurs ayant permis au club de se maintenir la saison passée, le BTS a, sur le papier, fière allure.
Aussi, c'est avec beaucoup d'ambition que les Noirs abordent la 1re phase contre le SU Agen, Montauban, Sporting club tulliste & Châteaurenard.
Si Agen vient gagner à Tarnos, tous les autres adversaires y mordent la poussière. Plus particulièrement Montauban (dans une superbe match où sa mêlée explosa) et Châteaurenard... Au match aller en Provence, le pack Boucalo-Tarnosien était privé de ses 2 fameux piliers Blessé Yanci & Gaye (33 ans). La jeune garde fit front mais quelques gestes déplacés des locaux furent de trop... Aussi, les anciens (qui avaient repris leur place en 1re ligne) étaient-ils décidés à montrer à cette équipe de Châteaurenard qu'au BTS on savait aussi recevoir...
Je dis BTS car le 12 août de cette année 88, le Boucau-Stade changea de nom pour devenir le Boucau-Tarnos-Stade (voir Historique).
Aussi, pour ce match retour les Yanci et Gaye (malgré une côte froissé pour ce dernier) n'eurent de cesse d'avancer en mêlée... Afin de montrer aux visiteurs... « Que les anciens avaient (aussi) de beaux restes ».
Mais le tournant de cette 1re phase fut sans nulle doute le match nul arraché à ... Agen. Dans son jardin d'Armendie, le Champion de France en Titre ne put se défaire d'une équipe du BTS survolté.... qui gagna le droit d'aller disputer à Tulle une place dans les 32 meilleures équipes de France.
C'est sous un ciel gris, et en Corrèze que le BTS arracha (par une autre mal nul également) le droit de revenir dans l'élite au terme d'un match d'Homme ou Arozarena conclura au pied la solidarité et l'abnégation de son pack... avec un Yves Dupin des grands jours...
| Adversaires   | Résultats Domicile | Résultats Extérieur |
| Agen          | Perdu 9 à 24       | Match Nul 15 à 15   |
| Châteaurenard | Gagné 16 à 0       | Perdu 28 à 10       |
| Montauban     | Gagné 21 à 3       | Perdu 15 à 12       |
| Tulle         | Gagné 36 à 9       | Match Nul 15 à 15   |

Sortant 2e, juste derrière Agen, le BTS eu droit de disputer le groupe A en compagnie de l'AS Béziers, RC Narbonne, FC Grenoble, RCF, RRC Nice, SA Hagetmautien et Villefranche de Lauragais.
Malheureusement, la suite ne fut pas du même acabit et excepté 3 victoires sur Hagetmau, Villefranche de Lauragais et Nice (toutes à Tarnos), le BTS n'arriva pas à voyager ou à rester maître sur ses terres devant les grosses cylindrées de la poule. Pire....Le comportement de certains joueurs, malgré les efforts financiers du club pour leurs permettre d'évoluer dans les meilleurs dispositions possibles (déplacement en avion par exemple) eurent pour conséquence de voir le BTS (et son président) refuser de continuer sur la voix du recrutement... Pour ne se consacrer (encore et toujours) qu'à la formation.
Aussi, Arozarena refit le chemin inverse : BTS→BO ce qui priva le club d'un joueur de grand talent, pas facilement gérable...Mais tellement important quand il s'agissait de concrétiser aux pieds la domination de son équipe.
Toujours est-il que le BTS ne pouvait pas connaître meilleure "naissance" en perpétuant (comme le BS) sa présence dans l'Elite du Rugby Français et en se classant 30e au classement national.
| Adversaires               | Résultats Domicile | Résultats Extérieur |
| Narbone                   | Perdu 26 à 12      | Perdu 30 à 18       |
| Hagetmau                  | Gagné 9 à 0        | Perdu 9 à 7         |
| Nice                      | Gagné 28 à 6       | Perdu 43 à 6        |
| Grenoble                  | Perdu 25 à 13      | Perdu 41 à 7        |
| Villefranche de Lauragais | Gagné 22 à 10      | Perdu 25 à 12       |
| RCF                       | Perdu 12 à 16      | Perdu 53 à 4        |
| Béziers                   | Perdu 0 à 25       | Perdu 55 à 6        |

## Meilleurs marqueurs de points et d'essais
| classement | Joueur | Points |
| 1          | Alain Arozarena | 188    |
| 2          | Thierry Arnoux | 22     |
| 3          | Alain Mendiboure | 18     |
| 4          | Denis Lesca | 14     |
| 5          | Hervé Durquéty | 8      |
| 6          | Lamarque, Jean-Michel Yanci, Patrick Haurieu, Hervé Filatriau, André Pourteau, Henry Gaye, Michel Lassalle & Franck Lopez | 4      |

| classement | Joueur | Essais |
| 1          | Thierry Arnoux | 4      |
| 2          | Alain Mendiboure | 3      |
| 3          | Denis Lesca & Hervé Durquéty | 2      |
| 4          | Lamarque, Jean-Michel Yanci, Patrick Haurieu, Hervé Filatriau, André Pourteau, Henry Gaye, Michel Lassalle, Alain Arozarena & Franck Lopez | 1      |

## Effectif
| Rang | Nom                  | Poste                 | parcours                                 |
| 1    | Henry Gaye           | Pilier                | formé au clu                             |
| 2    | Patrick Errecart     | Pilier ou talonneur   | formé au club                            |
| 3    | Jean-Michel Yanci    | Pilier ou 2e ligne    | formé au club                            |
| 4    | Jean-Pierre Corréa   | Pilier                | formé au club                            |
| 5    | Patrick Haurieu      | Talonneur             | formé au club                            |
| 6    | Jacques Sallaberry   | Talonneur ou pilier   | formé au club                            |
| 7    | Francis Réal         | 2e ligne              | formé au club puis Biarritz & AS.Bayonne |
| 8    | Yves Dupin           | 2e ligne              | formé au club                            |
| 9    | Jean-Luc Fabre       | 2e ligne              | formé au club puis Bayonne               |
| 10   | Michel Lassalle      | 2 ou 3e ligne         | formé au club                            |
| 11   | Christophe Domingo   | 2e ligne              | formé au club                            |
| 12   | Despouy              | 2e ligne              | Cambo                                    |
| 13   | Hervé Filatriau      | 3e ligne              | AS.Bayonne                               |
| 14   | Pierre Elycérie      | 3e ligne centre       | formé au club                            |
| 15   | Yannick Carasco      | 3e ligne ou talonneur | formé au club                            |
| 16   | Dominique Sallaberry | Pilier, 2 ou 3e ligne | formé au club                            |
| 17   | Yves Condom          | 3e ligne              | formé au club                            |
| 18   | Franck Lopez         | 3e ligne              | formé au club                            |
| 19   | "Peyo" Urcelay       | 3e ligne centre       | Ondres                                   |
| 20   | Hervé Durquéty       | 3e ligne              | formé au club                            |
| 21   | Dubedout             | 3e ligne              | Tyrosse                                  |

| Rang | Nom              | Période                            | Parcours      |
| 22   | Escalona         | 3e ligne centre                    | formé au club |
| 23   | Alain Mendiboure | Demi de mêlée                      | Bayonne       |
| 24   | Francis Hontas   | Demi de mêlée                      | formé au club |
| 25   | Denis Lourtet    | demi de mêlée                      | formé au club |
| 26   | Philippe Lassus  | Demi de mêlée                      | formé au club |
| 27   | Didier Lissart   | Demi de mêlée                      | formé au club |
| 28   | Bernard Lassalle | Ouvreur                            | formé au club |
| 29   | Alain Arozarena  | Ouvreur                            | Biarritz      |
| 30   | Thierry Arnoux   | Ailier ou arrière                  | formé au club |
| 31   | Doumengine       | Centre                             | Biarritz      |
| 32   | Majesté          | Centre                             | formé au club |
| 33   | Denis Lesca      | Centre ou ailier                   | formé au club |
| 34   | André Pourteau   | Ailier                             | Bayonne       |
| 35   | Pétriat          | Ailier                             | formé au club |
| 36   | Emonet           | Ailier ou centre                   | formé au club |
| 37   | Gracia           | Ailier                             | formé au club |
| 38   | Garisoain        | Ailier                             | formé au club |
| 39   | Lamarque         | Ailier                             | Bayonne       |
| 40   | Thierry Séguret  | Arrière, centre, ailier ou ouvreur | Lourdes       |
| 41   | Hauret-Clos      | Ailier                             | Monein        |
| 42   | Loupien          | Arrière ou centre                  | Bayonne       |
| 43   | Serge Pascal     | Talonneur                          | formé au club |
| 44   | Didier Pouy      | Ailier                             | formé au club |